# Stichometria de Nicèfor
L'Esticometria de Nicèfor és una esticometria que es troba en l'obra anomenada Cronologia de Nicèfor. Probablement tingué el seu origen a la ciutat de Jerusalem en el segle iv. Posteriorment fou afegida com a apèndix a la cronologia, que és del segle ix. El seu nom fa referència a la quantitat de línies que mesurava cada una de les obres.

## Contingut
Nicèfor (Patriarca de Constantinoble, 806-815) va elaborar una cronologia des d'Adam fins a l'any de la seva mort (829), a la qual va adjuntar una llista de llibres que anomena contradictoris o dubtosos (en el que inclou l'Apocalipsi de Joan) i finalment dels llibres apòcrifs de l'Antic Testament i del Nou Testament. Al costat de cada llibre hi ha el recompte de les seves línies.

## Importància
És significatiu en el sentit que compte el nombre de línies de diferents textos cristians, molts dels quals més tard van ser censurats per l'església catòlica i van desaparèixer. Aquest fet ha permès als estudiosos moderns, determinar quants dels diversos textos fragmentaris del Nou Testament apòcrifs segueixen desaparegudes.

## Text traduït al català
Els escrits de l'Antic Testament que resulten contradictoris i no es reconeixen per l'Església com a canònics són els següents:
- 3 Llibres dels Macabeus 7.300 línies
- La saviesa de Salomó 1.100 línies
- La saviesa de Senyor Jesús 2.800 línies
- Els Salms i Odes de Salomó 2.100 línies
- Ester 350 línies
- Judit 1.700 línies
- Susanna 500 línies
- Tobit, també (anomenat) Tobies 700 línies

Del Nou Testament (escrits) que resulten contradictoris són els següents:
- L'Apocalipsi de Sant Joan 1400 línies
- L'Apocalipsi de Pere 300 línies
- L'Epístola de Bernabé 1360 línies
- L'Evangeli dels hebreus 2.200 línies

Apòcrifs de l'Antic Testament, són els següents:
- Enoc 4800 línies
- (Testament dels) Patriarques 5100 línies
- L'oració de Josep 300 línies
- El Testament de Moisès 1.100 línies
- L'Assumpció de Moisès 1.400 línies
- Abraham 300 línies
- Eldad modad 400 línies
- Llibre del profeta Elies 316 línies
- Llibre del profeta Sofonies 600 línies
- Llibre de Zacaries, el pare de Joan 500 línies
- Pseudepigrafica de Baruc, Habacuc, Ezequiel, i Daniel

Apòcrifs del Nou Testament, són els següents:
- El circuit de Pau 3600 línies
- El Circuit de Pere 2750 línies
- El Circuit de Sant Joan 2500 línies
- El Circuit de Tomàs 1600 línies
- L'Evangeli de Tomàs 1300 línies
- L'ensenyament (Didaché), dels Apòstols 200 línies
- El 32 (llibres) de Climent 2.600 línies
- (Escrits), d'Ignasi, de Policarp i d'Hermes ...